# Kenneth Henry
Ken Henry, más correctamente Kenneth Henry, (Chicago, 7 de enero de 1929 - Lake Bluff (Illinois), 1 de marzo de 2009) fue un patinador de velocidad sobre hielo estadounidense.

## Biografía
Especialista en distancias cortas del patinaje de velocidad sobre hielo, participó en los Juegos Olímpicos de Invierno de 1948 disputados en Sankt Moritz (Suiza), donde finalizó en quinta posición en la prueba de 500 metros, 22.º en la de 1500  metros y 18.º en la de 5000 m.. En los  Juegos Olímpicos de Oslo de 1952 consiguió la medalla de oro en la prueba de 500 metros y finalizó 17.º en la prueba de 1500 metros y 29.º en los 5000 metres. En los Juegos Olímpicos de Cortina d'Ampezzo de 1956 participó en la prueba de 500 metros, quedando en décimoséptima posición. Posteriormente, en los Juegos Olímpicos de 1960 realizados en Squaw Valley (Estados Unidos) Henry fue escogido para realizar el último relevo la llama olímpica en su entrada en Blyth Arena.
Una vez retirado del patinaje de velocidad sobre hielo se dedicó a la práctica del golf.